# Nils Holmqvist
Nils Joakim Holmqvist, i media ofta kallad "Väder-Nils", född 22 juli 1986 i Anderslöv, är en svensk meteorolog och författare. Holmqvist arbetar på SVT:s väderredaktion. Han är utbildad vid Lunds och Köpenhamns universitet och har tidigare arbetat på SMHI.
Holmqvists yrkeskarriär började med sommarjobb inom lantbruk och som sommarlärare åt elever vid Lunds universitet. Själv tog han examen 2009 och arbetade vid SMHI fram till 2013. Därefter har han arbetat för SVT. Han har även medverkat i TV4:s äventyrsserie Expeditionen, där han besteg berg i Nepal, och författat boken Himlen är vackrast med lagom mycket moln.
Holmqvist gifte sig 2019 med Julia Callegari. I april 2020 fick paret en son.